# Earnie Shavers
Earnie Shavers (Garland, 31 agosto 1944 – Virginia, 1º settembre 2022) è stato un pugile statunitense, due volte sfidante al titolo mondiale dei pesi massimi. Conosciuto come uno dei migliori pugili degli anni settanta, la rivista Ring Magazine lo ha classificato al 10º posto in un proprio elenco dei primi 100 picchiatori di ogni epoca.

## La carriera
La sua carriera dilettantistica è stata breve ma interessante, avendo vinto il campionato nazionale AAU dei pesi massimi nel 1969.
Passato professionista nello stesso anno, vanta un'incredibile serie iniziale di 41 match di cui 39 vinti, tutti prima del limite e 2 persi. Il primo avversario a costringerlo ad ascoltare un verdetto favorevole ai punti fu l'ex Campione del Mondo WBA dei mediomassimi Vicente Rondón, il 26 ottobre 1972. Sei mesi dopo costrinse al knock-out tecnico alla terza ripresa Jimmy Young e poi, il 18 giugno 1973, mise KO alla prima ripresa l'ex Campione del Mondo WBA Jimmy Ellis.
Shavers conobbe il primo stop importante il 14 dicembre 1973, battuto per KO alla prima ripresa da Jerry Quarry, già avversario di Joe Frazier per il titolo mondiale e di Muhammad Ali. Poi fu costretto al pari da Jimmy Young, pur avendolo atterrato al quarto round. Seguì un incontro altamente spettacolare contro un altro picchiatore eccezionale, Ron Lyle. Shavers lo mandò al tappeto al secondo round ma il pugile dell'Ohio riuscì a capovolgere il match in suo favore per vincere per KO al sesto round.
Nonostante questa sconfitta, Shavers fu scelto come sfidante al titolo mondiale dei massimi da Muhammad Ali, già avanti negli anni e in fase calante. Lo incontrò al Madison Square Garden il 29 settembre 1977. Ne risultò un match duro e spettacolare, in cui Alì vinse faticosamente ma abbastanza nettamente ai punti in 15 riprese. Ali dichiarò in seguito che Shavers sia stato il pugile più potente da lui mai affrontato. In molti attribuiscono alla violenza di questo incontro la malattia che qualche anno dopo avrebbe colpito Ali.
Grazie a questa prestazione, Shavers ottenne la chance di combattere la semifinale per il titolo mondiale vacante contro l'imbattuto Larry Holmes dalla WBC che non riconosceva Leon Spinks, recente vincitore di Ali. Il 25 marzo 1978, a Las Vegas, Holmes lo sconfisse nettamente ai punti, aggiudicandosi tutte le riprese, almeno secondo il verdetto di due giudici su tre. Un anno dopo, sempre a Las Vegas, Shavers salì sul ring contro Ken Norton, anni prima vincitore su Ali e detto "Mandingo", sbarazzandosene dopo solo 1'58" con un fulmineo KO.
Nel frattempo Larry Holmes era diventato Campione del Mondo e mise il titolo in palio contro di lui. Il 29 settembre 1979, Shavers perse questa nuova chance per knock-out tecnico all'undicesima ripresa, dopo aver atterrato Holmes alla settima.
In seguito Shavers sconfisse l'ex Campione d'Europa Joe Bugner, anche lui avversario di Ali, per ferita alla seconda ripresa. Combatté con lusinghieri risultati, anche se contro pugili non particolarmente eccelsi, sino al 1º marzo 1983, quando fu sconfitto per squalifica dal non irresistibile George Chaplin. Rimase quindi per quattro anni fuori dal ring quando, il 16 maggio 1987, fece una nuova comparsa mettendo KO al secondo round Larry Sims. Seguì una seconda interruzione dell'attività sino al 1995, anno in cui combatté altre due volte con una vittoria e una sconfitta.
Si ritirò ormai quarantottenne, con alle spalle 91 match sostenuti - non pochi, per un pugile dell'ultimo trentennio del XX secolo - e l'impressionante percentuale di quasi il 77% di vittorie ottenute prima del limite, sul totale dei combattimenti sostenuti. Nel 1998 la rivista The Ring lo ha collocato al 33º posto in una propria classifica dei migliori pesi massimi della storia del pugilato.

## Caratteristiche tecniche
Lo storico del pugilato Bert Randolph Sugar, nell'opera The Ultimate Book of Boxing Lists, lo inserisce nel capitolo de "I più grandi picchiatori della boxe" e di lui scrive: "Con un pugno poteva abbattere un grattacielo".
Il due volte campione del mondo dei pesi massimi George Foreman disse di essere contento di non averlo mai affrontato, aggiungendo che secondo lui, egli aveva il pugno più potente della storia della boxe. Muhammad Ali, Ron Lyle, Larry Holmes, James Tillis, e l'analista sportivo Bert Sugar sostengono lo stesso.

## Autobiografia
Shavers scrisse un libro autobiografico dal titolo Welcome to the Big Time nel 2002.